# Кожевников, Алексей Максимович
Алексей Максимович Кожевников (род. 20 августа 2002, Чита) — российский хоккеист, защитник.

## Биография
Воспитанник читинского хоккея. Почти всё время, проведённое в школе, играл нападающим, перед выпускным сезоном был переведён в защиту. В 10 лет перешёл в ярославский «Локомотив» в Ярославль. С сезона 2018/19 стал играть за «Локо-Юниор» в НМХЛ, стал бронзовым призёром первенства. Со следующего сезона также начал выступать за «Локо» в МХЛ. Сезон 2021/22 провёл в МХЛ в составе «Локо-76», был признан лучшим защитником чемпионата. 18 октября 2022 года дебютировал в КХЛ в гостевом матче против «Северстали» (4:3 ОТ), сыграл 25 в регулярном чемпионате и один — в плей-офф. Проведя 34 матча за «Локо», стал бронзовым призёром чемпионата МХЛ. В сезоне 2023/24 также выступал за фарм-клуб «Молот» Пермь в ВХЛ. 13 сентября 2024 года был отдан в аренду до конца сезона в «Куньлунь Ред Стар».